# Хуан Умберто Умерес Альварес
Хуан Умберто Умерес Альварес (Juan Humberto Umeres Álvarez) — перуанський дипломат. Надзвичайний і Повноважний Посол Перу в Україні (2004—2005).

## Життєпис
З 12 березня 2001 року — консул Перу в Маямі, США.
З 5 жовтня 2004 по 2012 рр. — Надзвичайний і Повноважний Посол Перу в РФ та в Білорусі за сумісництвом.
З 22 жовтня 2004 по 9 листопада 2005 рр. — Надзвичайний і Повноважний Посол Перу в Україні за сумісництвом.
У 2012 році був відкликаний для надання свідчинь слідчий парламенській комісії.
З 20 жовтня 2014 по 30 березня 2016 рр. — Надзвичайний і Повноважний Посол Перу в РФ.
У 2015—2016 рр. — Надзвичайний і Повноважний Посол Перу в Білорусі, Вірменії, Казахстані
30 березня 2016 року — вийшов на пенсію..